# Nati nel 1825
| Questa pagina contiene informazioni ricavate automaticamente dalle voci biografiche con l'ausilio del template Bio e di un bot. L'aggiornamento è periodico e automatico e ricostruisce completamente la pagina. Se manca una persona in questa lista, sei pregato di non aggiungerla, ma accertati piuttosto che la sua voce biografica contenga il template Bio e che i dati anagrafici siano correttamente compilati. Se il template Bio manca, inseriscilo tu stesso o, in alternativa, metti l'avviso {{tmp\|Bio}} che ne segnala la mancanza. Se i dati riportati sono sbagliati, correggi direttamente la voce biografica; le modifiche saranno visibili in questa lista entro pochi giorni. Per chiarimenti vedi il progetto biografie. La lista contiene solo le 387 persone che sono citate nell'enciclopedia e per le quali è stato implementato correttamente il template Bio. Pagina aggiornata al 26 lug 2025. |

## Gennaio(20)
- 5 gennaio - Augusto Michelacci, medico italiano († 1888)
- 6 gennaio - Felice Giordano, ingegnere, geologo e alpinista italiano († 1892)
- 7 gennaio - Alexandre Émile Herbillon, militare francese († 1893)
- 8 gennaio - Henri Giffard, ingegnere e inventore francese († 1882)
- 11 gennaio - Karl Julius Schröer, linguista e critico letterario tedesco († 1900)
- 12 gennaio - Brooke Foss Westcott, biblista e teologo britannico († 1901)
- 15 gennaio - Salvatore Bongi, storico, bibliografo e archivista italiano († 1899)
- 15 gennaio - Maurice Strakosch, pianista e impresario teatrale statunitense († 1887)
- 16 gennaio - George Edward Pickett, generale statunitense († 1875)
- 17 gennaio - Leodegar Coraggioni, numismatico svizzero († 1900)
- 17 gennaio - Jane Grimston, nobildonna inglese († 1888)
- 18 gennaio - Léon Carvalho, impresario teatrale francese († 1897)
- 18 gennaio - Edward Frankland, chimico inglese († 1899)
- 27 gennaio - Vincenzo Saccà, patriota e funzionario italiano († 1887)
- 28 gennaio - Benedetto Cairoli, politico, patriota e militare italiano († 1889)
- 28 gennaio - John E. B. Mayor, latinista, grecista e attivista britannico († 1910)
- 29 gennaio - Henry G. Blasdel, politico statunitense († 1900)
- 29 gennaio - María Francisca de Sales de Portocarrero, nobile spagnola († 1860)
- 29 gennaio - Maria di Nassau-Weilburg, principessa tedesca († 1902)
- 30 gennaio - Vittore Ottolini, storico, giornalista e scrittore italiano († 1892)

## Febbraio(31)
- 1º febbraio - Francis James Child, filologo statunitense († 1896)
- 2 febbraio - John Call Dalton, fisiologo statunitense († 1889)
- 3 febbraio - George Conyngham, III marchese di Conyngham, nobile e ufficiale inglese († 1882)
- 7 febbraio - Virginia Gabriel, cantante e compositrice britannica († 1877)
- 7 febbraio - Karl Möbius, zoologo tedesco († 1908)
- 8 febbraio - Henry Walter Bates, biologo, esploratore e entomologo inglese († 1892)
- 8 febbraio - Giovanni Garelli, medico e politico italiano († 1881)
- 8 febbraio - Giuseppe Ronco, vescovo cattolico italiano († 1898)
- 9 febbraio - Gabriele Iannelli, prete, archivista e archeologo italiano († 1895)
- 10 febbraio - Émile Bin, pittore e politico francese († 1897)
- 11 febbraio - Angelo Guillichini, politico italiano († 1893)
- 11 febbraio - Tammar Luxoro, pittore italiano († 1899)
- 12 febbraio - Michelangelo Pittatore, pittore italiano († 1903)
- 13 febbraio - Alessandro Dorna, matematico italiano († 1886)
- 15 febbraio - Massimiliano IX Giovanni Stampa, nobile e patriota italiano († 1876)
- 15 febbraio - Emmerich Széchényi, diplomatico, nobile e compositore austriaco († 1898)
- 17 febbraio - Albrecht Weber, indologo e storico tedesco († 1901)
- 18 febbraio - Mór Jókai, scrittore e drammaturgo ungherese († 1904)
- 20 febbraio - Tullio Brugnatelli, chimico e politico italiano († 1906)
- 20 febbraio - William Allen Butler, scrittore e avvocato statunitense († 1902)
- 22 febbraio - Serafino De Tivoli, pittore e militare italiano († 1892)
- 25 febbraio - Domenico Galaverna, poeta, scrittore e tipografo italiano († 1903)
- 25 febbraio - Antonio Panzera, politico italiano († 1886)
- 25 febbraio - Vladimir Gustavovič Tizengauzen, orientalista e numismatico tedesco († 1902)
- 26 febbraio - James Skivring Smith, politico liberiano († 1892)
- 27 febbraio - Luis de Madrazo, pittore spagnolo († 1897)
- 27 febbraio - Guillaume-Marie-Romain Sourrieu, cardinale e arcivescovo cattolico francese († 1899)
- 28 febbraio - Aleksej Sergeevič Uvarov, archeologo russo († 1884)
- 28 febbraio - Jean-Baptiste Arban, trombettista e compositore francese († 1889)
- 28 febbraio - Berthold Carl Seemann, botanico tedesco († 1871)
- 28 febbraio - Albin von Vetsera, diplomatico e nobile ungherese († 1887)

## Marzo(37)
- 1º marzo - Louis Alfred Auguste Briosne, attivista francese († 1873)
- 1º marzo - Enrico Fossombroni, politico italiano († 1893)
- 1º marzo - Giuseppe Ghedina, pittore italiano († 1898)
- 5 marzo - Josef Albert, fotografo tedesco († 1886)
- 5 marzo - Augusta Maywood, ballerina statunitense († 1876)
- 5 marzo - Augustin Verdure, insegnante e attivista francese († 1873)
- 7 marzo - Ferdinand Bauer, generale e politico austriaco († 1893)
- 8 marzo - Jules Barbier, poeta, scrittore e librettista francese († 1901)
- 9 marzo - Marija Michajlovna Romanova, nobile russa († 1846)
- 10 marzo - Henri Fouquet, architetto belga († 1893)
- 11 marzo - Enrico Castellano, politico italiano († 1890)
- 13 marzo - Hans Gude, pittore norvegese († 1903)
- 13 marzo - Friedrich Albert von Zenker, medico e patologo tedesco († 1898)
- 15 marzo - Lucien Perey, scrittrice e storica svizzera († 1914)
- 15 marzo - Aníbal Pinto, politico cileno († 1884)
- 15 marzo - Harriet E. Wilson, scrittrice statunitense († 1900)
- 16 marzo - Camilo Castelo Branco, scrittore portoghese († 1890)
- 16 marzo - Fedele De Siervo, politico italiano († 1913)
- 18 marzo - Alexander Pagenstecher, medico e zoologo tedesco († 1889)
- 19 marzo - José Antônio Pereira, esploratore brasiliano († 1900)
- 20 marzo - Pietro Saulini Patrizi, vescovo cattolico italiano († 1887)
- 20 marzo - Luigi Serravalle, militare italiano († 1874)
- 21 marzo - François Chifflart, pittore e incisore francese († 1901)
- 21 marzo - James Wakefield, politico statunitense († 1910)
- 23 marzo - Theodor Bilharz, medico tedesco († 1862)
- 24 marzo - Filippo Ghersi, scultore italiano († 1908)
- 25 marzo - Guglielmo Acton, militare e politico italiano († 1896)
- 25 marzo - Luciano Manara, patriota italiano († 1849)
- 25 marzo - Max Schultze, anatomista, microbiologo e zoologo tedesco († 1874)
- 25 marzo - Eugénie Smet, religiosa francese († 1871)
- 25 marzo - Achille Tamborino, politico italiano († 1895)
- 26 marzo - Camille Chazal, pittore francese († 1875)
- 27 marzo - Giovanni Battista Sicheri, poeta e patriota italiano († 1879)
- 28 marzo - Giuseppe Giacomo Alvisi, medico, giornalista e avvocato italiano († 1892)
- 28 marzo - Melchiorre De Filippis Delfico, compositore, cantante lirico e librettista italiano († 1895)
- 29 marzo - Francesco Faà di Bruno, matematico e presbitero italiano († 1888)
- 29 marzo - Francesco Oliboni, presbitero e missionario italiano († 1858)

## Aprile(26)
- 1º aprile - Augusta Ferdinanda d'Asburgo-Lorena, principessa († 1864)
- 1º aprile - Giuseppe Speroni, ingegnere e politico italiano († 1914)
- 3 aprile - Léon Nicolas Godard, presbitero e docente francese († 1863)
- 3 aprile - Ranaodhip Singh Bahadur Rana, politico nepalese († 1885)
- 4 aprile - Giuseppe Grioli, patriota e militare italiano († 1905)
- 6 aprile - Giuseppe Lazzaro, giornalista e politico italiano († 1910)
- 7 aprile - Augustin Mouchot, inventore francese († 1912)
- 11 aprile - Ferdinand Lassalle, scrittore e politico tedesco († 1864)
- 12 aprile - Ludwig Thiersch, pittore tedesco († 1909)
- 13 aprile - Francisco Linares Alcántara, politico venezuelano († 1878)
- 15 aprile - Achille Monti, poeta e letterato italiano († 1879)
- 15 aprile - Federico Pizza, arcivescovo cattolico italiano († 1909)
- 16 aprile - Jacob Brønnum Scavenius Estrup, politico danese († 1913)
- 16 aprile - Francesco Paolo Palizzi, pittore italiano († 1871)
- 17 aprile - Antonio Bianchi, fantino italiano († 1900)
- 17 aprile - Ely Smith, politico statunitense († 1911)
- 22 aprile - Carlo Ghirlanda Silva, patriota italiano († 1903)
- 23 aprile - Emil Welti, politico e militare svizzero († 1899)
- 24 aprile - Robert Michael Ballantyne, scrittore britannico († 1894)
- 24 aprile - Jean François Robinet, medico, storico e giornalista francese († 1899)
- 25 aprile - Federico Errázuriz Zañartu, avvocato e politico cileno († 1877)
- 25 aprile - Angelo Maria Jacobini, cardinale italiano († 1886)
- 27 aprile - Cesare Albicini, giurista, patriota e politico italiano († 1891)
- 30 aprile - Vincenzo Stefano Breda, ingegnere, imprenditore e politico italiano († 1903)
- 30 aprile - William Cecil, III marchese di Exeter, nobile e politico inglese († 1895)
- 30 aprile - Johann Evangelist Haller, cardinale e arcivescovo cattolico austriaco († 1900)

## Maggio(30)
- 1º maggio - Johann Jakob Balmer, matematico, insegnante e docente svizzero († 1898)
- 1º maggio - George Inness, pittore statunitense († 1894)
- 1º maggio - Federico Salomone, patriota e politico italiano († 1884)
- 4 maggio - Henry Browne Blackwell, attivista statunitense († 1909)
- 4 maggio - Thomas Henry Huxley, filosofo e biologo britannico († 1895)
- 4 maggio - Augustus Le Plongeon, fotografo e archeologo britannico († 1908)
- 5 maggio - Wilhelm Hertenstein, militare svizzero († 1888)
- 7 maggio - Paolo Emilio Castagnola, poeta, storico della letteratura e critico letterario italiano († 1898)
- 9 maggio - James Collinson, pittore inglese († 1881)
- 10 maggio - Heinrich Tønnies, fotografo danese († 1903)
- 12 maggio - Giovanni Antonio Migliorati, diplomatico e politico italiano († 1898)
- 12 maggio - Orélie Antoine de Tounens, avvocato e avventuriero francese († 1878)
- 13 maggio - John Lawrence LeConte, entomologo statunitense († 1883)
- 15 maggio - Maria Teresa Scrilli, religiosa italiana († 1889)
- 16 maggio - Maria Angela Truszkowska, religiosa polacca († 1899)
- 17 maggio - Numa Palazzini, patriota, giornalista e politico italiano († 1906)
- 18 maggio - Daniel Wesson, inventore e imprenditore statunitense († 1906)
- 19 maggio - Emanuele Lodi, notaio e banchiere italiano († 1896)
- 20 maggio - George Phillips Bond, astronomo statunitense († 1865)
- 20 maggio - Antoinette Brown Blackwell, religiosa e predicatrice statunitense († 1921)
- 20 maggio - Henry Huntly Haight, politico statunitense († 1878)
- 21 maggio - Pietro Agliardi, pittore italiano († 1886)
- 23 maggio - Nándor Éber, giornalista e militare ungherese († 1885)
- 24 maggio - Giannina Milli, scrittrice, poetessa e educatrice italiana († 1888)
- 24 maggio - Giuseppe Rega, politico e avvocato italiano († 1891)
- 25 maggio - Vincenzo De Michelis, flautista e compositore italiano († 1891)
- 26 maggio - Romolo Griffini, medico e patriota italiano († 1888)
- 29 maggio - Leone Antolini, insegnante, filantropo e patriota italiano († 1911)
- 29 maggio - Michal Chrástek, storico della letteratura, bibliografo e presbitero slovacco († 1900)
- 31 maggio - Domenico Agostini, cardinale e patriarca cattolico italiano († 1891)

## Giugno(26)
- 1º giugno - Luigi Norfini, pittore italiano († 1909)
- 4 giugno - Alberto Mario, patriota, politico e giornalista italiano († 1883)
- 4 giugno - Mauro Wolter, presbitero tedesco († 1890)
- 6 giugno - Friedrich Bayer, imprenditore tedesco († 1880)
- 7 giugno - Richard Doddridge Blackmore, scrittore inglese († 1900)
- 7 giugno - Ercole Pasquali, medico, chirurgo e ginecologo italiano († 1906)
- 8 giugno - Charles Chaplin, pittore e incisore francese († 1891)
- 10 giugno - Ildegarda di Baviera, principessa tedesca († 1864)
- 10 giugno - Sondre Norheim, sciatore alpino norvegese († 1897)
- 11 giugno - Charles Levert, politico francese († 1899)
- 12 giugno - Alessandro Fè d'Ostiani, politico e diplomatico italiano († 1905)
- 13 giugno - James A. Roosevelt, imprenditore e filantropo statunitense († 1898)
- 14 giugno - Paul Acquel, pittore francese († 1882)
- 14 giugno - Alexander Gordon-Lennox, politico e militare inglese († 1892)
- 15 giugno - Lorenzo Bianchini, pittore italiano († 1892)
- 15 giugno - Alois Wyrsch, politico svizzero († 1888)
- 16 giugno - Joseph von Döpfner, generale austriaco († 1891)
- 19 giugno - Luigi Alonzi, brigante italiano († 1862)
- 21 giugno - Thomas Edward Cliffe Leslie, economista e docente irlandese († 1882)
- 24 giugno - Aleksandra Nikolaevna Romanova, nobile russa († 1844)
- 26 giugno - Federico Bellazzi, politico italiano († 1868)
- 27 giugno - Ferdinand von Trauttmansdorff-Weinsberg, politico austriaco († 1896)
- 28 giugno - Emil Erlenmeyer, chimico tedesco († 1909)
- 28 giugno - Père Tanguy, mercante d'arte e collezionista d'arte francese († 1894)
- 30 giugno - Hervé, compositore e cantante francese († 1892)
- 30 giugno - Ferdinand von Mueller, botanico tedesco († 1896)

## Luglio(26)
- 2 luglio - Émile Ollivier, politico, scrittore e pittore francese († 1913)
- 4 luglio - Giuseppe Ariassi, pittore italiano († 1906)
- 4 luglio - Hélène Bertaux, scultrice e attivista francese († 1909)
- 4 luglio - George Adalbert von Mülverstedt, archivista, filologo e numismatico tedesco († 1914)
- 6 luglio - Randolph Rogers, scultore statunitense († 1892)
- 7 luglio - Friedrich Zarncke, filologo e germanista tedesco († 1891)
- 9 luglio - Camila O'Gorman, argentina († 1848)
- 12 luglio - Giuseppe Buoni, fantino italiano († 1874)
- 12 luglio - Mordecai Cubitt Cooke, botanico e micologo britannico († 1914)
- 14 luglio - Adolf Cluss, architetto tedesco († 1905)
- 14 luglio - Enrico VII di Reuss-Köstritz, diplomatico tedesco († 1906)
- 15 luglio - Joseph Carter Abbott, generale e politico statunitense († 1881)
- 15 luglio - Julius Goltermann, violoncellista e docente tedesco († 1876)
- 19 luglio - Pierre Potain, cardiologo francese († 1901)
- 20 luglio - Felice Gialdini, arcivescovo cattolico italiano († 1903)
- 21 luglio - Leopoldo Puccioni, magistrato e politico italiano († 1901)
- 21 luglio - Práxedes Mateo Sagasta, politico spagnolo († 1903)
- 23 luglio - Daniel Iffla, mecenate francese († 1907)
- 24 luglio - Luigi Maria Monti, religioso italiano († 1900)
- 25 luglio - Karl Albert Scherner, psicologo tedesco († 1889)
- 25 luglio - Alan Spencer-Churchill, nobile e imprenditore inglese († 1873)
- 27 luglio - Jules Laurens, pittore e litografo francese († 1901)
- 27 luglio - Charles Summers, scultore inglese († 1878)
- 30 luglio - Giacinto Scelsi, politico e prefetto italiano († 1902)
- 31 luglio - August Beer, fisico, chimico e matematico tedesco († 1863)
- 31 luglio - Domenico Coletti, politico italiano († 1908)

## Agosto(20)
- 1º agosto - Mikuláš Štefan Ferienčík, giornalista, scrittore e attivista slovacco († 1881)
- 2 agosto - J. Neely Johnson, politico statunitense († 1872)
- 2 agosto - Tito Speri, patriota italiano († 1853)
- 3 agosto - Stefano Castagnola, avvocato e politico italiano († 1891)
- 4 agosto - Ermanno di Sassonia-Weimar-Eisenach, principe tedesco († 1901)
- 7 agosto - Gaetano Antoniazzi, liutaio italiano († 1897)
- 8 agosto - Giovan Battista Filippo Basile, architetto italiano († 1891)
- 8 agosto - Victor Jamaer, architetto belga († 1902)
- 8 agosto - Alajos Károlyi, diplomatico e nobile austriaco († 1889)
- 9 agosto - Jean-François Borson, generale e politico francese († 1917)
- 10 agosto - Galeazzo di Bagno, politico italiano († 1893)
- 10 agosto - Stefano Turr, militare e politico ungherese († 1908)
- 12 agosto - Vito D'Ancona, pittore italiano († 1884)
- 14 agosto - Antonino Abate, scrittore e politico italiano († 1888)
- 15 agosto - Bartolomeo Giuliano, pittore italiano († 1909)
- 15 agosto - Bernardo Guimarães, romanziere brasiliano († 1884)
- 19 agosto - Friedrich von Pöck, ammiraglio austriaco († 1884)
- 25 agosto - Louis-Gaston de Sonis, generale francese († 1887)
- 25 agosto - Charles de Groux, pittore, illustratore e incisore belga († 1870)
- 28 agosto - Karl Heinrich Ulrichs, scrittore, poeta e giurista tedesco († 1895)

## Settembre(28)
- 4 settembre - Ričard Karlovič Maak, naturalista, botanico e esploratore russo († 1886)
- 4 settembre - Dadabhai Naoroji, politico indiano († 1917)
- 5 settembre - Antonio Sorgato, pittore e fotografo italiano († 1885)
- 6 settembre - Giovanni Fattori, pittore e incisore italiano († 1908)
- 8 settembre - Mariano Acosta, politico argentino († 1893)
- 8 settembre - Louis Frédéric Schützenberger, pittore francese († 1903)
- 10 settembre - Maria Carolina d'Asburgo-Teschen, nobile († 1915)
- 11 settembre - Eduard Hanslick, critico musicale e musicologo austriaco († 1904)
- 11 settembre - Giuseppe Prinzi, scultore italiano († 1895)
- 12 settembre - Karl Doppler, flautista, compositore e direttore d'orchestra ungherese († 1900)
- 13 settembre - Ernst Julius Gurlt, chirurgo tedesco († 1899)
- 16 settembre - Simeon Bavier, politico svizzero († 1896)
- 17 settembre - Theodor Ackermann, patologo tedesco († 1896)
- 17 settembre - Lucius Quintus Cincinnatus Lamar II, politico, diplomatico e giurista statunitense († 1893)
- 18 settembre - Antonio Fornoni, politico italiano († 1897)
- 19 settembre - Ernst Adolf Coccius, oculista tedesco († 1890)
- 19 settembre - Henry Gray, anatomista e chirurgo inglese († 1861)
- 21 settembre - Franz Pfanner, missionario austriaco († 1909)
- 21 settembre - Mårten Eskil Winge, pittore svedese († 1896)
- 22 settembre - Henry Whitehead, prete e epidemiologo inglese († 1896)
- 24 settembre - Frances Harper, attivista, poetessa e scrittrice statunitense († 1911)
- 25 settembre - Joachim Heer, politico svizzero († 1879)
- 25 settembre - Rocco Larussa, scultore italiano († 1894)
- 26 settembre - Gaetano Semenza, patriota, politico e imprenditore italiano († 1882)
- 28 settembre - Ludwig Diestel, teologo tedesco († 1879)
- 28 settembre - William Farren junior, attore teatrale inglese († 1908)
- 28 settembre - Rafael Núñez, politico colombiano († 1894)
- 30 settembre - Josef Dachs, pianista austriaco († 1896)

## Ottobre(36)
- 1º ottobre - Domenico Gaspare Lancia di Brolo, arcivescovo cattolico italiano († 1919)
- 1º ottobre - Federico Seismit-Doda, patriota e politico italiano († 1893)
- 2 ottobre - Desiderato Chiaves, poeta, giornalista e politico italiano († 1895)
- 4 ottobre - Francesco Ghiglieri, magistrato e politico italiano († 1902)
- 5 ottobre - John Xantus de Vesey, etnologo, naturalista e zoologo ungherese († 1894)
- 6 ottobre - Antonio Polin, vescovo cattolico italiano († 1908)
- 7 ottobre - Federico Nedbal, generale e funzionario boemo († 1891)
- 10 ottobre - Ernesto Dentice di Frasso, politico italiano († 1886)
- 10 ottobre - Paul Kruger, politico boero († 1904)
- 10 ottobre - Gioacchino Napoleone Pepoli, diplomatico, scrittore e politico italiano († 1881)
- 11 ottobre - Conrad Ferdinand Meyer, scrittore svizzero († 1898)
- 12 ottobre - Barbara Melzi, religiosa italiana († 1899)
- 13 ottobre - Hugh Grosvenor, I duca di Westminster, nobile e politico inglese († 1899)
- 13 ottobre - Charles Frederick Worth, stilista britannico († 1895)
- 14 ottobre - Giuseppe Bosia, politico e prefetto italiano († 1888)
- 15 ottobre - Oskar von Meerscheidt-Hüllessem, generale prussiano († 1895)
- 15 ottobre - Maria di Prussia, regina († 1889)
- 16 ottobre - Thomas Cave, politico inglese († 1894)
- 17 ottobre - William Rainey Marshall, politico statunitense († 1896)
- 17 ottobre - Louis Joseph Troost, chimico francese († 1911)
- 18 ottobre - Alfonso Balzico, scultore e pittore italiano († 1901)
- 20 ottobre - Marshall Jewell, politico statunitense († 1883)
- 22 ottobre - Friedrich von Schmidt, architetto austriaco († 1891)
- 23 ottobre - Julius Kühn, agronomo tedesco († 1910)
- 23 ottobre - Achille Polti, politico italiano († 1899)
- 23 ottobre - Giampaolo Vlacovich, medico e anatomista italiano († 1899)
- 24 ottobre - Laura Bon, attrice teatrale italiana († 1904)
- 24 ottobre - Giuseppe Brambilla, politico, patriota e giornalista italiano († 1886)
- 25 ottobre - Fabio Nannarelli, poeta, patriota e traduttore italiano († 1894)
- 25 ottobre - Johann Friedrich Julius Schmidt, astronomo e geofisico tedesco († 1884)
- 25 ottobre - Johann Strauss, compositore e direttore d'orchestra austriaco († 1899)
- 26 ottobre - Iwakura Tomomi, politico giapponese († 1883)
- 27 ottobre - Raffaele Molin, naturalista, fisiologo e zoologo italiano († 1887)
- 30 ottobre - Adelaide Anne Procter, poetessa britannica († 1864)
- 31 ottobre - Charles-Martial-Allemand Lavigerie, cardinale, arcivescovo cattolico e missionario francese († 1892)
- 31 ottobre - Maria Theresia Scherer, religiosa svizzera († 1888)

## Novembre(28)
- 3 novembre - Gregorio Romeo, poeta e patriota italiano († 1850)
- 5 novembre - Rosario Cancellieri, politico italiano († 1896)
- 6 novembre - Charles Garnier, architetto francese († 1898)
- 6 novembre - Luigi Marchesi, pittore italiano († 1862)
- 8 novembre - Meta Brevoort, alpinista statunitense († 1876)
- 8 novembre - Ludwig Carl Christian Koch, aracnologo tedesco († 1908)
- 9 novembre - Antonio Brancuti, patriota italiano († 1895)
- 9 novembre - Bartolomeo Casalis, prefetto, avvocato e politico italiano († 1903)
- 9 novembre - Ambrose Powell Hill, militare statunitense († 1865)
- 10 novembre - Johann Jakob Scherer, ufficiale e imprenditore svizzero († 1878)
- 11 novembre - Camillo Giussani, giornalista, scrittore e insegnante italiano († 1907)
- 13 novembre - Carlo Giulietti, storico italiano († 1909)
- 14 novembre - Giovanni Acerbi, militare, patriota e politico italiano († 1869)
- 14 novembre - José Ramón Fernández de Luanco, letterato spagnolo († 1905)
- 14 novembre - Giuseppe Robecchi, politico italiano († 1898)
- 15 novembre - Sarah Jane Woodson Early, docente, scrittrice e oratrice statunitense († 1907)
- 19 novembre - Francis Fane, XII conte di Westmorland, ufficiale inglese († 1891)
- 19 novembre - Giuseppe Govone, generale, politico e agente segreto italiano († 1872)
- 20 novembre - Enrico Cenni, giurista, storico e letterato italiano († 1903)
- 21 novembre - Jacob Emanuel Gaisser, pittore tedesco († 1899)
- 24 novembre - Julia von Hauke, nobile tedesca († 1895)
- 24 novembre - Caroline Elizabeth Merrick, scrittrice statunitense († 1908)
- 25 novembre - Gaetano Cosentini, scrittore, giornalista e politico italiano († 1915)
- 26 novembre - Adolfo De Foresta, politico italiano († 1886)
- 26 novembre - Teodorico Pietrocola Rossetti, predicatore e patriota italiano († 1883)
- 29 novembre - Jean-Martin Charcot, neurologo francese († 1893)
- 30 novembre - William-Adolphe Bouguereau, pittore e docente francese († 1905)
- 30 novembre - Giuseppe Vadi, patriota italiano († 1907)

## Dicembre(25)
- 1º dicembre - Evgenij Ivanovič Lamanskij, banchiere russo († 1902)
- 2 dicembre - Pietro II del Brasile, imperatore brasiliano († 1891)
- 4 dicembre - Aleksej Nikolaevič Pleščeev, scrittore russo († 1893)
- 5 dicembre - E. Marlitt, scrittrice tedesca († 1887)
- 7 dicembre - Malvina Garrigues, soprano portoghese († 1904)
- 7 dicembre - Hippolyte Jouvin, fotografo francese († 1889)
- 7 dicembre - Corneille Antoine Jean Abraham Oudemans, medico e naturalista olandese († 1906)
- 8 dicembre - Karl von Waldburg-Wurzach, principe tedesco († 1907)
- 10 dicembre - Teresio Bocca, generale, filantropo e politico italiano († 1897)
- 10 dicembre - Luigi Solidati Tiburzi, politico italiano († 1889)
- 11 dicembre - Giuseppe Bertini, pittore italiano († 1898)
- 13 dicembre - Gerolamo Induno, pittore e patriota italiano († 1890)
- 16 dicembre - Henry Heth, generale statunitense († 1899)
- 17 dicembre - Thomas Woolner, scultore e poeta inglese († 1892)
- 18 dicembre - Oscar Capocci, architetto italiano († 1904)
- 18 dicembre - Mariano Palermo, vescovo cattolico italiano († 1903)
- 18 dicembre - Graziano Tubi, politico e imprenditore italiano († 1904)
- 20 dicembre - Friedrich Grillo, imprenditore tedesco († 1888)
- 24 dicembre - Salvatore Majorana Calatabiano, economista e politico italiano († 1897)
- 25 dicembre - Henri de Bornier, scrittore, drammaturgo e poeta francese († 1901)
- 25 dicembre - Stephen Fowler Chadwick, politico statunitense († 1895)
- 26 dicembre - Felix Hoppe-Seyler, fisiologo e chimico tedesco († 1895)
- 30 dicembre - Newton Booth, politico statunitense († 1892)
- 30 dicembre - Cencio Vendetta, brigante italiano († 1859)
- 31 dicembre - James Hobrecht, architetto e urbanista tedesco († 1902)

## Senza giorno specificato(54)
- Hashim Jalilul Alam Aqamaddin, sovrano bruneiano († 1906)
- Marià Aguiló, linguista e poeta spagnolo († 1897)
- Federico Alborghetti, patriota italiano († 1887)
- Luigi Archinti, pittore, grafico e critico d'arte italiano († 1902)
- Felice Assanti Pepe, politico italiano († 1891)
- Thomas Wilson Barnes, scacchista inglese († 1874)
- Carlo Baucardé, tenore italiano († 1883)
- Roy Bean, giurista statunitense († 1903)
- Giuseppe Benetti, scultore italiano († 1914)
- Jessie Boucherett, attivista britannica († 1905)
- Édouard Bérard, religioso e botanico italiano († 1889)
- Antonio Carestia, abate e botanico italiano († 1908)
- Nadežna Dmitrievna Chvoščinskaja - Zajončkovskaja, scrittrice russa († 1889)
- Domenico Corona, imprenditore italiano († 1911)
- Felice Daneo, storico italiano († 1890)
- Đuro Daničić, filologo serbo († 1882)
- Dayananda Sarasvati, scrittore e filosofo indiano († 1883)
- Düzdidil Hanim, nobile abcasa († 1845)
- Domenico Fernelli, patriota italiano († 1908)
- Edouard Fleissner von Wostrowitz, crittografo austriaco († 1888)
- Nikolaus Friedreich, patologo e neurologo tedesco († 1882)
- Emma Gaggiotti Richards, pittrice italiana († 1912)
- Constant Girard, orologiaio svizzero († 1903)
- Antonio Giuglini, tenore italiano († 1865)
- Henriette Gudin, pittrice francese († 1876)
- Juh, condottiero nativo americano († 1883)
- Spyridon Karaiskakis, generale e politico greco († 1899)
- Sher Ali Khan, emiro afghano († 1879)
- Ludolf von Krehl, orientalista tedesco († 1901)
- Luigi Lapenna, politico italiano († 1891)
- Angelo Lipari, patriota e prefetto italiano († 1882)
- Frederick Charles Maisey, militare, archeologo e pittore britannico († 1892)
- William McGonagall, poeta scozzese († 1902)
- Mehmed Sadık Pascià, politico ottomano († 1901)
- Giuseppe Merzario, patriota, politico e letterato italiano († 1894)
- Thomas Nicholls, scultore britannico († 1900)
- Nubar Pascià, politico egiziano († 1899)
- Jules Oppert, archeologo tedesco († 1905)
- August von Pelzeln, ornitologo austriaco († 1891)
- Juan Williams Rebolledo, militare cileno († 1910)
- Diniz Dias, ufficiale brasiliano († 1892)
- Luigi Sailer, scrittore italiano († 1885)
- Verdicenan Kadin, principessa abcasa († 1889)
- Pier Giuseppe Samengo, patriota, politico e avvocato italiano († 1904)
- Balbina Steffenone, soprano italiano († 1896)
- Caporal Teodoro, brigante italiano
- Juan Antonio Vera Calvo, pittore spagnolo († 1905)
- Victorio, condottiero nativo americano († 1880)
- Henry Ward Poole, ingegnere statunitense († 1890)
- Hermann Wendland, botanico tedesco († 1903)
- Giuseppe Zattera, pittore italiano († 1891)
- Jassim bin Mohammed Al Thani, sovrano qatariota († 1913)
- Enrico del Mercato, patriota e rivoluzionario italiano († 1902)
- Mirzə Qədim İrəvani, pittore azero († 1875)